# Afroligusticum townsendii
Espèce
Synonymes
- Peucedanum townsendii Charpin & Fern.Casas[1]

Afroligusticum townsendii est une espèce de plantes à fleurs de la famille des Apiaceae et du genre Afroligusticum, présente au Cameroun et en Guinée équatoriale.

## Étymologie
Son épithète spécifique townsendii rend hommage au botaniste britannique, Clifford Charles Townsend (es).

## Description
C'est une grande herbe ramifiée dont la hauteur est comprise entre 1,50 et 2 mètres. 

## Distribution
Assez rare, subendémique, l'espèce est présente sur la ligne montagneuse du Cameroun, au Cameroun (mont Oku, monts Bamboutos, mont Cameroun) et en Guinée équatoriale (Bioko).